# Mangelia senegalensis
Mangelia senegalensis is een slakkensoort uit de familie van de Mangeliidae. De wetenschappelijke naam van de soort is voor het eerst geldig gepubliceerd in 1883 door Von Maltzan.